# Нильссон, Вилле
Альф Вилле Томас Нильссон (швед. Alf Ville Tomas Nilsson; род. 12 июня 2004) — шведский футболист, нападающий «Кальмара».

## Клубная карьера
Является воспитанником «Кальмара», выступал за юношеские команды клуба различных возрастов. В начале сентября впервые попал в заявку основного состава на матч Алльсвенскана с «Мьельбю», но на поле не выходил. 20 сентября того же года подписал с клубом первый профессиональный контракт, рассчитанный на два с половиной года. Осенью получил травму, в результате чего выбыл на неопределенный срок. 10 ноября 2024 года в матче последнего тура против «Хеккена» дебютировал в чемпионате Швеции, появившись на поле на 84-й минуте вместо Макса Свенссона.

## Клубная статистика
| Выступление      | Выступление      | Выступление      | Лига | Лига | Кубки | Кубки | Конт. кубки | Конт. кубки | Итого | Итого |
| Клуб             | Лига             | Сезон            | Игры | Голы | Игры  | Голы  | Игры        | Голы        | Игры  | Голы  |
| ---------------- | ---------------- | ---------------- | ---- | ---- | ----- | ----- | ----------- | ----------- | ----- | ----- |
| Кальмар          | Алльсвенскан     | 2024             | 1    | 0    | 0     | 0     | 0           | 0           | 1     | 0     |
| Кальмар          | Итого            | Итого            | 1    | 0    | 0     | 0     | 0           | 0           | 1     | 0     |
| Всего за карьеру | Всего за карьеру | Всего за карьеру | 1    | 0    | 0     | 0     | 0           | 0           | 1     | 0     |